# Liste der Bodendenkmale in Lichtenau (Sachsen)
In der Liste der Bodendenkmale in Lichtenau sind die Bodendenkmale der sächsischen Gemeinde Lichtenau und ihrer Ortsteile nach dem Stand der Auflistung von Volkmar Geupel aus dem Jahr 1983 aufgelistet. Eventuelle Änderungen und Ergänzungen, insbesondere aus der Zeit nach der Wende, sind nicht berücksichtigt, da für Sachsen aktuell keine neueren allgemein zugänglichen Bodendenkmallisten vorliegen. Die Baudenkmale sind in der Liste der Kulturdenkmale in Lichtenau (Sachsen) aufgeführt.
| Denkmal-ID | Fundart            | Ortsteil   | Bezeichnung                      | Zeitstellung | Lage                                                  | Bemerkungen                                                                                           | Bild |
| ---------- | ------------------ | ---------- | -------------------------------- | ------------ | ----------------------------------------------------- | --- | ---- |
| ?          | Befestigung > Burg | Auerswalde | Wasserburg „Rittergut“, „Beigut“ | Mittelalter  | westlicher Ortsteil, direkt westlich des Herrenhauses | Niederungsburg, wohl viereckige Anlage mit umlaufendem Graben, verfüllt, Schutz seit 15. Oktober 1971 |      |